# Logh
Logh ist eine schwedische Alternative-Rock-Band.

## Bandgeschichte
Die Band formierte sich bereits 1998 zunächst unter dem Bandnamen log, veröffentlichte aber erst 2002 bei Bad Taste Records ihr Debütalbum Every Time A Bell Rings, An Angel Gets His Wings. Kurz vorher hatten sie den aktuellen Bandnamen Logh angenommen. 2003 wurde der Nachfolger The Raging Sun veröffentlicht. 2005 folgte A Sunset Panorama, das an einem einzigen Tag eingespielt wurde. Im Jahr 2007 erschien North. Klang die Band auf ihren ersten beiden Alben Every Time a Bell Rings und The Raging Sun düster und schreckenerregend, so entwickelten sich die Kompositionen der beiden folgenden Alben A Sunset Panorama und North zunehmend melodischer und optimistischer.

## Stil
Die Musik von Logh zeichnet sich durch einen melancholischen Minimalismus aus, der durch Gitarreneruptionen unterbrochen wird.

## Diskografie

### Alben
- 2002: Every Time A Bell Rings An Angel Gets His Wings (Bad Taste Records, Deep Elm Records)
- 2003: The Raging Sun (Bad Taste Records)
- 2006: A Sunset Panorama (Bad Taste Records)
- 2007: North (Bad Taste Records)

### Singles und EPs
- 2003: Ghosts (Bad Taste Records)
- 2003: The Contractor And The Assassin (Bad Taste Records)
- 2004: The Bones Of Generations (Bad Taste Records)
- 2004: An Alliance Of Hearts (Bad Taste Records)
- 2007: Lights From Sovereign States (It’s A Trap!)
- 2007: The Raging Sun (Trust No One Recordings)
- 2009: Death to My Hometown (Bad Taste Records)